# Режим (мінісеріал)
Режим (англ. The Regime) — американський політичний сатиричний телевізійний мінісеріал від HBO з Кейт Вінслет, Маттіасом Схунартсом, Гійомом Гальєнном, Андреа Райзборо, Мартою Плімптон і Г'ю Ґрантом. Вілл Трейсі є сценаристом і виконавчим продюсером серіалу, а Стівен Фрірз і Джессіка Гоббс режисують епізоди та виступають виконавчими продюсерами. Вінслет, Френк Річ і Трейсі Сіворд також є виконавчими продюсерами. Вінслет грає Елену Вернем, диктаторку, яка невпевнено править вигаданою центральноєвропейською країною.
Прем'єра «Режиму» відбулася 3 березня 2024 року, а всі шість епізодів дебютували в США на HBO та Max, а у Великобританії ексклюзивно на Sky Atlantic і Now з 8 квітня 2024 року.
Незважаючи на те, що міні-серіал отримав неоднозначні відгуки, критики відзначили гру Кейт Вінслет.

## Сюжет
Серіал зображує рік у палаці авторитарного режиму, що розвалюється. Не виходячи з палацу протягом тривалого часу, канцлер Олена Вернем стає дедалі більш параноїчною та нестабільною та звертається до непостійного солдата Герберта Зубака як до малоймовірного довіреного. Оскільки вплив Зубака на канцлера зростає, спроби Олени розширити свою владу зрештою призводять до розколу навколо неї палацу та країни.

## Акторський склад

### Головні персонажі
| Актор            | Роль |
| ---------------- | --- |
| Кейт Вінслет     | Олена Вернем, канцлер центральноєвропейської автократії, яка поступово виявляє загрозу своєму становищу через внутрішні негаразди      |
| Маттіас Схунартс | Герберт Зубак, нещодавно опальний солдат, призначений «особистим ворожбитом на воді» Олени, який швидко стає її найнадійнішим радником |
| Гійом Гальєнн    | Ніколас Вернем, француз, чоловік Олени, який любить поезію і починає підозрювати її стосунки із Зубаком, і його вплив на неї           |
| Андреа Райзборо  | Агнес, керуюча палацом і права рука Олени                                                                                              |
| Денні Вебб       | Мр. Ласкін, Голова Служби безпеки країни                                                                                               |
| Генрі Гудмен     | Мр. Сінгер, один із міністрів Олени |
| Девід Бамбер     | Віктор Шифф, один із міністрів Олени                                                                                                   |
| Рорі Кінан       | Пітер |
| Стенлі Таунсенд  | Еміль Бартос, провідний бізнесмен країни та директор її кобальтових копалень                                                           |

### Другорядні персонажі
| Актор                  | Роль |
| ---------------------- | --- |
| Марта Плімптон         | Джудіт Холт, сенаторка Сполучених Штатів і голова Комітету Сенату з міжнародних відносин, яка прагне захистити американські інтереси щодо кобальтових ресурсів країни |
| Г'ю Ґрант              | Едвард Кеплінгер, колишній канцлер, якого скинули сім років тому і з тих пір ув'язнений у камері, розташованій під палацом                                            |
| Піппа Гейвуд           | Сьюзен Ґойн, колишня міністерка фінансів, ув'язнена після фальшивого звинувачення у змові з метою вбивства Олени                                                      |
| Джессіка Френсіс Дьюкс | Дебора Кайзер, дружина американського генерального директора, котрий прагне отримати доступ до кобальтових ресурсів країни                                            |
| Карл Марковіц          | Томас |
| Джулія Девіс           | Марина, тлумач снів |
| Кеннет Коллар          | Др. Кершоу, колишній особистий лікар Олени, якого ув'язнили після того, як його помилково звинуватили в змові з метою її вбивства                                     |
| Луї Майнетт            | Оскар, епілептичний син Агнес, якого обожнює Олена |

## Епізоди
| № серії | Назва серії       | Режисер(и)     | Сценарист(и)                | Оригінальна дата показу | Глядачів у США (млн) |
| ------- | ----------------- | -------------- | --------------------------- | ----------------------- | -------------------- |
| 1       | «День Перемоги»   | Стівен Фрірз   | Вілл Трейсі                 | 3 березня 2024          | 0.310                |
| 2       | «Підкидьок»       | Стівен Фрірз   | Вілл Трейсі                 | 10 березня 2024         | 0.155                |
| 3       | «Бенкет Героїв»   | Джессіка Гоббс | Сара Делапп і Джулі Вайнер  | 17 березня 2024         | 0.183                |
| 4       | «Опівнічне свято» | Стівен Фрірз   | Сет Райсс                   | 24 березня 2024         | 0.185                |
| 5       | «Все ще вірні»    | Джессіка Гоббс | Гері Штейнгарт і Джен Спіра | 31 березня 2024         | 0.130                |
| 6       | «Поки не радійте» | Джессіка Гоббс | Вілл Трейсі                 | 7 квітня 2024           | 0.120                |

## Виробництво
Проект був оголошений HBO в липні 2022 року. Вілл Трейсі виступив шоураннером, Стівен Фрірз — режисером, а Кейт Вінслет, Френк Річ і Трейсі Сіворд виступають виконавчими продюсерами. До команди сценаристів входять Сет Райсс, Джулі Вайнер, Джен Спіра, Гері Штейнгарт і Сара Делапп. Міні-серіал стане третьою головною роллю Вінслет у драматичному серіалі HBO після «Мілдред Пірс» і «Мейр з Істтауна». У квітні 2023 року було офіційно оголошено, що назва проекту змінилася з робочої назви «Палац» на «Режим».

### Кастинг
У жовтні 2022 року до акторського складу було додано Маттіаса Схунартса. У грудні 2022 року було підтверджено, що Андреа Райзборо приєднається до акторського складу, а Г'ю Ґрант з'явиться в ролі запрошеного гостя. У січні 2023 року серіал додав Марту Плімптон до акторського складу та Джесіку Гоббс за камерою як співвиконавчого продюсера та режисера. Того ж місяця Гійома Гальєнна було обрано на роль чоловіка Вінслет. У квітні 2023 року було оголошено, що Денні Вебб, Девід Бамбер, Генрі Гудмен, Стенлі Таунсенд, Луї Майнетт, Рорі Кінан, Карл Марковіц і Піппа Гейвуд приєдналися до акторського складу серіалу.

### Зйомки
Зйомки в Австрії проходили в січні 2023 року в палаці Шенбрунн і в Ліхтенштейнському садовому палаці, що є частиною Музею Ліхтенштейну, на Фюрстенгассе, у 9-му районі Відня. Перше фото, опубліковане в лютому 2023 року, показало, як Вінслет знімалася на знімальному майданчику в Австрії, а основні зйомки також відбувалися у Великій Британії.

## Сприйняття

### Критика
На веб-сайті агрегатора рецензій Rotten Tomatoes 57 % із 69 відгуків критиків є позитивними із середнім рейтингом 7,2/10. Консенсус веб-сайту гласить: «Кейт Вінслет панує безперечно з ще одним командним виступом, навіть якщо контроль „Режиму“ над його хибним сатиричним тоном виявляється хитким». На Metacritic серіал має середньозважену оцінку 57 зі 100 на основі 38 відгуків критиків, вказуючи на «змішані або середні відгуки».